# Gorro de natación

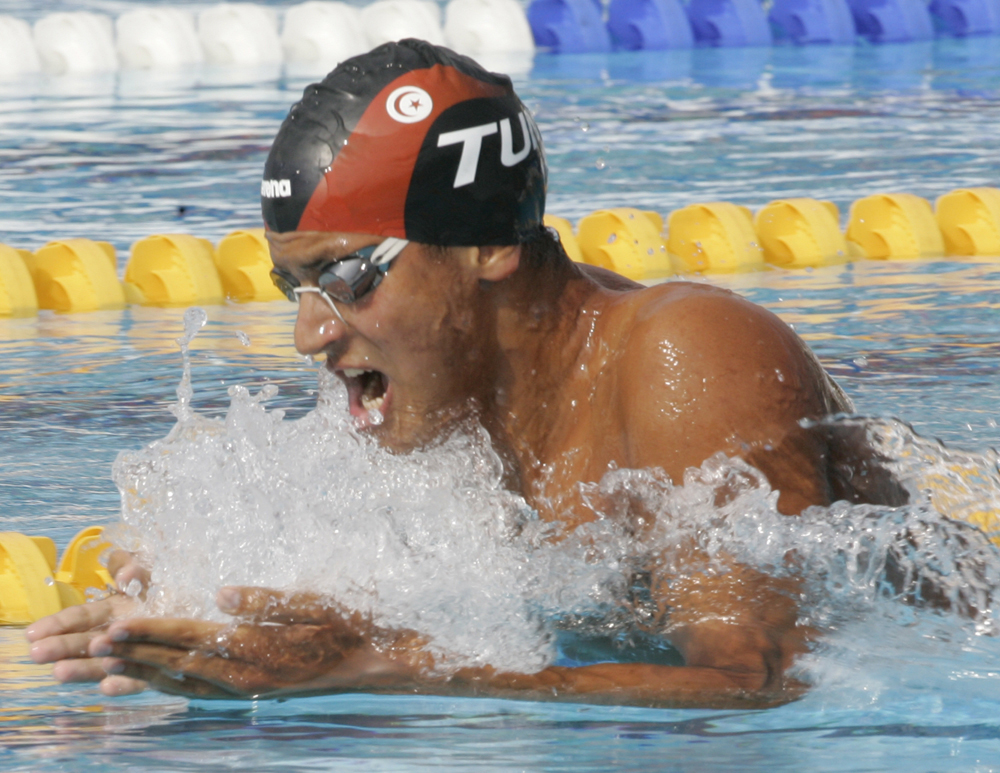
Nadador con su gorro.

El gorro de natación está hecho de diversos materiales como silicona, látex o lycra, que se usa en modo de recreo y en natación competitiva.
Los gorros se usan para mantener relativamente libre el cabello de la cloración del agua, y también para aislar los oídos del agua. Algunas instalaciones requieren el uso de gorros de natación, que se utilizan para proteger los filtros de agua y que no se obstruyan de cabellos. También se usa para proteger el cabello cuando se quiere nadar sin mojarse aquel.
En la natación de competición los gorros están hechos de silicona o látex que se ajustan perfectamente al cráneo del usuario, cubriendo su cabello. Esto reduce el arrastre en las aguas causada por el cabello suelto de tal forma que lo vuelven más hidrodinámico y super resistente.